# 정진 (1361년)
정진(鄭津, 1361년 ~ 1427년)은 고려 말·조선 초의 문신, 정치인으로 시호는 희절공(僖節公)이며 조선의 개국공신 정도전의 아들이다. 고려 말에 관직에 올라 사재감령, 전농감령 등을 거쳐 조선 건국 후 개국원종공신에 녹훈되었다.
1398년(태조 7년) 아버지 정도전이 요동 정벌 계획 중 태종 이방원에게 피살되자 수군 병력으로 충군되었으나 조준, 권근 등의 건의로 복직하여 자헌대부 형조판서에 이르렀다. 사후 의정부우찬성에 증직되었으며, 아버지 정도전의 문집인 삼봉집을 최초로 간행하였다. 경기도 출신으로 본관은 봉화.

## 생애

### 생애 초기
정진은 1361년 정도전과 경숙택주 경주최씨의 네 아들 중 첫째 아들로 개경(현 경기도 개성)에서 태어났다. 관직에 올라 1382년 낭장(郞將)이 되고 이후 사재감령, 전농감령 등을 지냈다.
공양왕 즉위 후 1391년 정몽주(鄭夢周) 등 온건파가 역성혁명파를 탄핵할 때 탄핵을 받고 아버지 정도전과 함께 파직당하고 유배되었다.

### 조선 건국
1392년 7월 조선왕조가 건국 개국원종공신에 녹훈되고 공신의 적자로 외직을 자청하여 연안부사(延安府使)가 되었다. 연안부사 재직 시 선정을 베풀어 주민들의 칭송이 자자하였으며 1393년 판사재감사를 지내고, 1396년(태조 5년) 승정원도승지로 승진했다.
이후 외직인 경흥부윤(慶興府尹)·영원주목사 등으로 나갔다가 공조전서와 형조의 전서를 역임하였다. 원주목사로 재직 중 아버지 정도전의 삼봉집 초본을 간행하였다.

### 제1차 왕자의 난과 충군
1398년 중추원부사(中樞院副事)로 있을 때, 이방원이 제1차 왕자의 난을 일으켜 아버지 정도전이 남은, 심효생과 함께 이방원에게 살해당하고 정담 두 명도 살해당하였으나, 그는 태조를 수행하여 삼성재(三聖齋) 방문 길을 수행하여 안변군 석왕사에 체류 중이라 기적적으로 목숨을 구하였다.
정도전의 네 아들 중 유일하게 목숨을 건졌으나 정진은 병력으로 충군(充軍)되어 전라도수군으로 충군 징용되었다.
이후 조준과 권근 등이 그의 복직을 주청하였고, 이후 1407년 다시 복직하였다. 그 해 좌의정 성석린(成石璘)의 천거로 판나주목판사(判羅州牧事)로 부임했다.

### 생애 후반
1416년(태종 16년) 인령부윤(仁寧府尹)이 되고, 1417년 판안동대도호부사가 되었다. 그 뒤 평안도관찰사를 거쳐 세종 즉위후 1419년(세종 1년) 충청도도관찰사로 부임했다.
이후 자헌대부로 승진, 1419년 판한성부사(判漢城府事)에 제수되었고, 1420년 성절사가 되어 명나라 연경에 다녀오기도 했다. 1421년 판한성부사로 부임하였고, 1422년까지 판한성부사를 역임하였다.
그 뒤 평안도관찰사를 거쳐 1423년 공조판서가 되었다가, 개성부의 유후(留後)로 부임했다. 1425년 형조판서가 되었다. 형조판서 재임 중 1427년(세종 9년)에 병사하였다. 당시 그의 나이 67세였다.

### 사후
당시 세종대왕은 각별히 애도의 뜻을 표하여 3일간 조회를 정지하였고, 친히 제문을 지어 내렸다. 바로 증(贈) 의정부우찬성(議政府右讚成)에 추증되고 희절(僖節)이라는 시호가 내려졌다.
사후 경북 영주의 모현사(慕賢祠)에 배향되었으며, 평택의 희절사(僖節祠)에 제향되었다.

## 가족 관계
본가 봉화 정씨(奉化 鄭氏)
- 조부 : 형부상서 정운경(刑部尙書 鄭云敬, 1305 ~ 1366)
- 조모 : 산원(散員) 우연(禹淵)의 딸 증 정경부인 영주 우씨(贈 貞敬夫人 榮州 禹氏)
  - 고모 : 봉화 정씨
  - 고모부 : 공조판서 황유정(工曹判書 黃有定 , 1343 ~ ?)
  - 숙부 : 정도존(鄭道尊)
  - 숙부 : 정도복(鄭道復, 1351 ~ 1435, 호는 일봉(逸峯)) 한성판윤(漢城判尹)
    - 사촌동생 : 정담(鄭澹)
    - 사촌동생 : 정기(鄭淇)

  - 아버지 : 정도전(鄭道傳, 1337년 ~ 1398년)
- 외조부 : 찬성(贊城) 최습(崔濕)
  - 어머니 : 경숙택주 경주 최씨(慶淑宅主 慶州 崔氏)
    - 동생 : 정영(鄭泳)
    - 동생 : 정유(鄭遊)
    - 부인 : 정부인 연일 성씨(正夫人 延日 成氏)
      - 아들 : 정래(鄭來)
      - 아들 : 정속(鄭束, 稷山縣監 역임, 사후 증 의정부영의정에 추증)
        - 손자 : 정문형(鄭文炯, (1427∼1501)] ) 의정부 우의정, 자는 명숙(明叔), 호는 야수(野叟), 시호는 양경(良敬), 세조대 청백리(淸白吏)

## 정진이 등장한 작품
- 《정도전》(KBS, 2014년~2014년, 배우:김정민)
- 《육룡이 나르샤》(SBS, 2015년~2016년, 배우:김현빈)

## 평가
평소 겸양과 치덕으로 일관하였으며, 겸손하여 사람들의 귀감이 되었다 한다.

## 같이 보기
| - 개국공신 - 원종공신 - 정도전 - 정몽주 - 태종 - 제1차 왕자의 난 - 위화도 회군 | - 요동 정벌 - 권근 - 길재 - 정숙침 |